# Antarctische dwergvinvis
De Antarctische dwergvinvis (Balaenoptera bonaerensis) is een walvis uit de familie der vinvissen (Balaenopteridae), die enkel op het zuidelijk halfrond voorkomt. De Antarctische dwergvinvis wordt vaak als een ondersoort van de dwergvinvis (Balaenoptera acutorostrata) gezien, maar onder andere door de Internationale Walvisvaartcommissie beschouwd als een aparte soort.

## Kenmerken
De Antarctische dwergvinvis is een van de kleinste soorten vinvissen. Hij wordt tussen de 10 en 11 meter lang en 9 à 10 ton zwaar. Vrouwtjes worden groter dan mannetjes. Bij de meeste Antarctische dwergvinvissen ontbreekt de bleke band, die bij de meeste gewone dwergvinvissen over de borstvinnen loopt. De schouder is licht- tot donkergrijs van kleur.

## Leefwijze
Hij voedt zich voornamelijk met krill, aangevuld met in scholen levende vissen. Jagen doen ze in open zee, maar eveneens onder oppervlakte-ijs.

## Verspreiding
Op het zuidelijk halfrond leeft naast de Antarctische dwergvinvis nog een kleinere vorm dwergvinvis. Deze vorm is nauwer verwant aan de gewone dwergvinvis, die verder alleen op het noordelijk halfrond voorkomt, dan aan de Antarctische dwergvinvis en is mogelijk een ondersoort van de gewone dwergvinvis.
De Antarctische dwergvinvis komt waarschijnlijk op het gehele zuidelijk halfrond voor, en kan worden aangetroffen van de polaire tot de tropische wateren. Hij komt voornamelijk voor in kustwateren, onder andere in de wateren rond Antarctica en de Australische kust, maar wordt ook op open zee waargenomen. Rond Antarctica komt hij voor tot de rand van het pakijs. De Antarctische dwergvinvis is vooral 's zomers rond Antarctica te vinden, waar de voedselgronden liggen. 's Winters, in het voortplantingsseizoen, brengen ze verder noordwaarts door, tussen de 7° en 35° zuiderbreedte.

## Bedreiging
De Antarctische dwergvinvis is waarschijnlijk de meest algemene soort baleinwalvis. Hij is in het verleden ook zwaar bejaagd, voornamelijk rond de Antarctische wateren door Japan en Sovjet-Unie, en voor de kust van Brazilië, waar tussen 1965 en 1985 ongeveer 14.600 dieren werden gedood. Er wordt nog steeds door Japan op de soort gejaagd, onder het mom van wetenschappelijk onderzoek. Ze vangen jaarlijks zo'n driehonderd dieren.